# 比克西耶尔-苏莱科特
比克西耶尔-苏莱科特（法語：Buxières-sous-les-Côtes，法語發音：[byksjɛʁ su le kot]）是法国默兹省的一个市镇，位于该省东部偏南，属于科梅尔西区。该市镇总面积26.72平方公里，2009年时的人口为275人。

## 人口
比克西耶尔-苏莱科特人口变化图示